# Еріка Діттмер
Еріка Діттмер (15 вересня 1991) — мексиканська плавчиня.
Учасниця Олімпійських Ігор 2012 року.